# Picea glauca
Picea glauca és una espècie de conífera de la família Pinaceae. És un arbre emblemàtic de Manitoba i de Dakota del Sud. És una espècie comuna que podem trobar al Canadà i al Nord dels Estats Units d'Amèrica. Aprecia els sols argilosos, humits i ben drenats. Pot viure de 40 a 120 anys. S'usa en fusteria, ja que és molt resistent i sorprenentment dur.

## Descripció

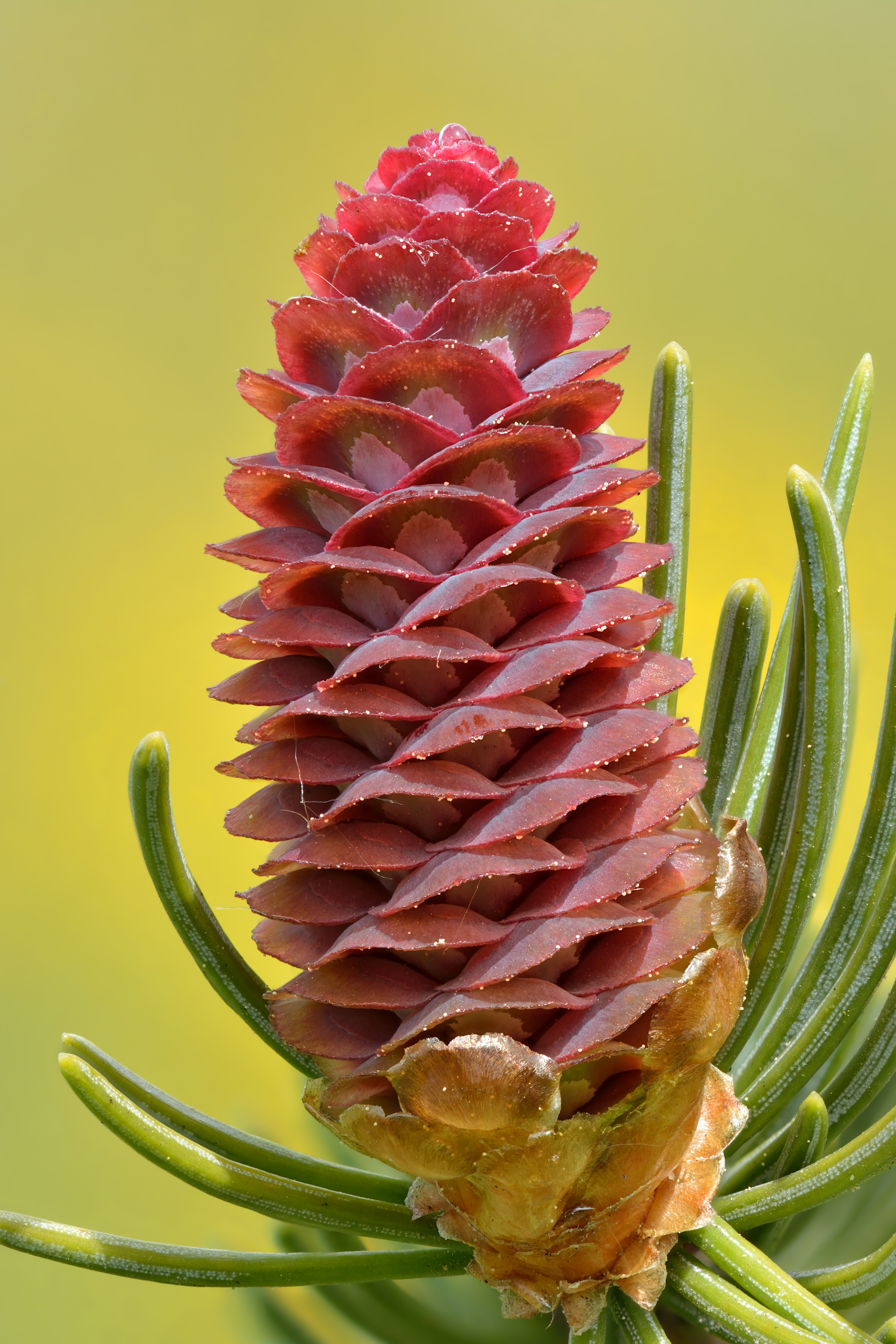
Estròbil

Picea glauca és un arbre de grans dimensions, generalment mesura entre 15 i 30 metres d'alçada, però s'han trobat alguns de 40 metres. El tronc acostuma a tenir un diàmetre de fins a 1 metre. L'escorça és prima i escatosa, formada per unes clapes circulars de 5 a 10 cm que van caient. La capçada no és gaire ampla, en forma cònica en els arbres joves i cilíndrica en els arbres de més edat.

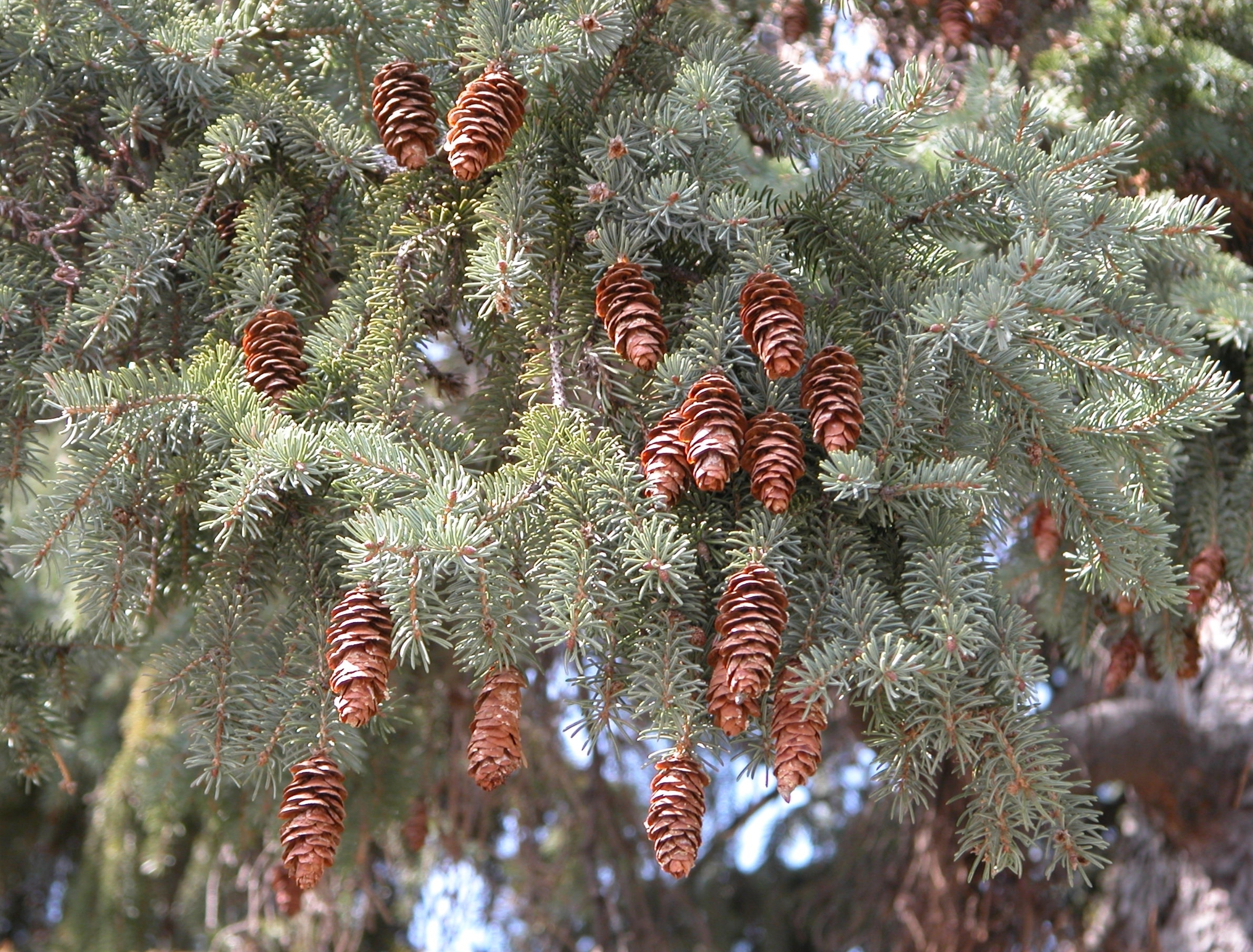
Fulles i pinyes

Els brots són de color marró, glabres en els exemplars que creixen a la banda est de les muntanyes però sovint pubescents en els que creixen a la banda oest i amb geniculum prominents. Les fulles tenen forma d'agulla, d'uns 12 o 20 mil·límetres de llarg, que tallades en secció tenen forma ròmbica, color entre blau grisós amb diverses línies d'estomes en les de la part de dalt de l'arbre i d'un blau esblanquit en les de la part baixa amb dos estomes amples.
Les pinyes estan penjant, són allargades i gairebé cilíndriques, d'entre 3 i 7 centímetres de llarg i 1'5 cm d'ample quan estan tancades i 2'5 cm quan estan obertes. Tenen escates primes i flexibles de 15 mil·límetres de llarg amb una vora arrodonida. Són verdes o rogenques i quan maduren passen al color marró pàl·lid, cosa que passa uns 4 o 8 mesos després de la pol·linització. Les llavors són negres, de 2 o 3 mm i estan enganxades a una làmina fina i blanquinosa d'uns 5 a 8 mm que ajuda en el seu transport per l'aire.

### Arrels
El sistema d'arrels de la pícea glauca és molt variable, ja que s'adapta en resposta a la diversitat de sòls on es pot trobar: el grau de retenció d'humitat del terreny, el grau de fertilitat o la impedància mecànica del sòl. En sòls que limiten el creixement en profunditat de les arrels causen un creixement ample (en forma de plat), però això no és una característica determinada genèticament sinó una adaptació a l'ambient . En hivernacles o en la natura, la pícea blanca generalment desenvolupa diverses arrels llargues a nivell no gaire profund.
L'estructura de les traqueides en les arrels laterals varia segons la quantitat de nitrogen present en el sòl .

### Llavors

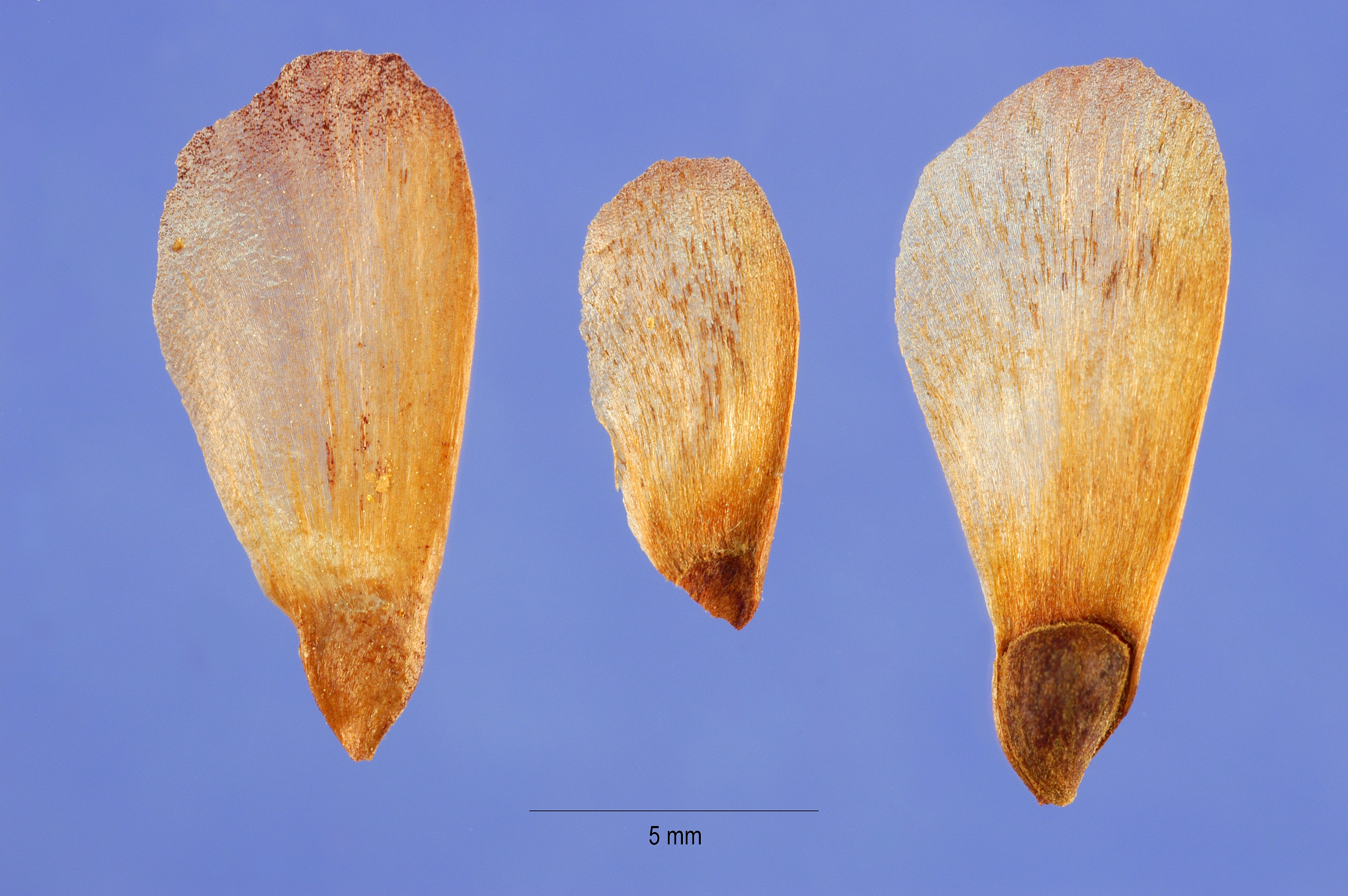
Llavors

Les llavors són petites (de 2,5 mm a 5,0 mm de llargada), oblongues i amb l'extrem de la base en punxa. Cada pinya pot contenir una quantitat variable de llavors entre 32 i 130.
Es poden trobar pinyes sense llavors, la causa pot ser una manca de pol·linització, òvul avortat o l'acció dels insectes.
El pes mitjà d'una llavor varia d'1,1 mg a 3,2 mg.
Cada llavor està encapsulada en una fina membrana que pot tenir 2 o 4 vegades la grandària de la llavor. La llavor i la membrana estan unides a les escates seminíferes de la pinya. L'embrió i el megagametòfit són suaus i translúcids al començament, més endavant l'endosperm esdevé dur i de color blanc, mentre que l'embrió es fa de color crema o groc pàl·lid. En arribar a la maduresa el cap de la llavor adquireix un color fosc marró o negre. Les llavors madures es parteixen fàcilment en dos quan es tallen amb un ganivet sobre una superfície ferma.
Les pinyes de Picea glauca assoleixen la mida màxima als 800 dies segons la ràtio de creixement GDD. El contingut d'humitat de la pinya disminueix gradualment després de passats 1.000 dies GDD.
El color de les pinyes també es pot fer servir per determinar el grau de maduració, ja que poden ser rogenques, rosades o verdoses . Les condicions durant el temps que la pinya conté les llavors influeix en la posterior germinació primerenca o més tardana.
En un sac de 35 kg poden haver entre 6.500 i 8.000 pinyes i això suposa de 170g a 567 grams de llavors netes, segons les dades del Servei Forestal dels EUA.
La dispersió de llavors comença després que les escates de la pinya s'obren en arribar a la maduració a finals d'estiu o a començaments de la tardor. Les pinyes s'obren quan el grau d'humitat contingut a l'interior arriba a un nivell entre el 45% o el 70% i la densitat relativa és del 0'6 al 0'8. Les condicions atmosfèriques afecten l'inici i el tipus de dispersió, i això pot variar entre arbres del mateix nivell. Fins i tot quan s'ha iniciat la dispersió de les llavors, el fred o el temps humit poden fer que les pinyes es tornin a tancar i que s'obrin en arribar millors condicions. La majoria de les llavors cauen més aviat que tard, però la dispersió continua durant tota la tardor i l'hivern gràcies a la seva ala membranosa, fins i tot poden continuar la dispersió fins a la següent temporada de creixement.
Picea glauca inicia la seva dispersió coincidint amb el vent, però això pot variar entre arbres d'un mateix lloc pel grau d'humitat que hagi acumulat cadascun. Generalment s'escampen a fins a 100 m del lloc d'origen, però excepcionalment s'han trobat llavors a 300-400 m.

### Escorça
L'escorça d'una picea blanca madura pot ser rugosa per les clapes que la formen o pot ser llisa si les ha perdut. El color pot variar del gris al marró o tenir un to marró cendrós, o simplement gris platejat quan no li queden clapes. Generalment no té càpsules de resina, només s'ha trobat en la varietat Porsild (porsildii Raup).
Normalment l'escorça fa menys de 8 mm i no més de 9,5 mm de gruix.

### Vida
Picea glauca pot viure durant alguns centenars d'anys, l'edat més comuna va entre els 250 i els 300 anys, segons càlculs de Dallimore.
Alguns arbres de creixement lent adaptats a la vida en climes frígids poden tenir una vida més llarga. A la vora del llac Urquhart, als territoris del nord-oest, s'han trobat picees blanques d'entre 6 i 10 metres i 300 anys.

## Distribució

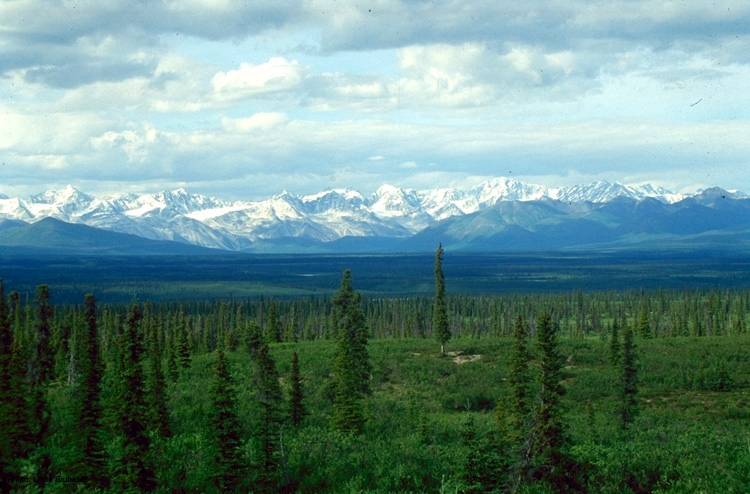
Picea glauca en la taigà d'Alaska

Picea glauca es troba a tota l'àrea boreal del continent americà que comprèn boscos del Canadà i dels EUA (Montana, Columbia, Llac St. Lawrence i Acadian Forest). Cap a l'oest els boscos de Picea glauca també es troben a la Badia de Hudson i arriben fins al riu Seal, a uns 59° de latitud N, de vegades sembla que el límit sigui el riu Mackenzie a 68°.En els estudis de Collins i Sumner diuen haver vist alguns exemplars encara més al nord, a 13 km de la costa àrtica, a la vall de l'estuari del Yukon (Firth valley), al voltant dels 69° 30′ N, 139° 30′ W. A la zona de la vall de Skeena està a 100 km de l'oceà Pacífic, coincidint amb l'àrea de la Picea sitchensis, gairebé arribant a la costa de l'oceà Àrtic a 69° de latitud N al Districte de Mackenzie, amb arbres de 15 m d'alçada que es troben en algunes de les illes del delta a prop de la regió d'Inuvik. De les quatre varietats de coníferes del Quebec, Picea glauca és la que s'adapta millor a les diverses condicions ecològiques de la zona. En els EUA la zona és més ampla, inclou els estats de: Maine, Vermont, New Hampshire, New York, Michigan, Wisconsin, Minnesota i Alaska, fins a l'estret de Bering a 66° 44′ N”.
El seu hàbitat va des del nivell del mar fins als 1.520 metres d'altitud. La zona de distribució més al nord inclou valors isotèrmics de 10 °C (50 °F) al juliol, en zones de solana amb acumulació de radiació solar lleu. Es tracta de zones on l'estació de creixement dura més de 60 dies anuals. La zona de distribució més al sud inclou valors isotèrmics de 18 °C (64 °F) al juliol, als voltats dels Grans LLacs. Durant el solstici d'estiu té un període de llum que varia de les 17 hores al límit sud fins a les 24 hores al Cercle Àrctic. Juntament amb la temperatura i la quantitat de llum, la topografia i les condicions del sòl i el glaç són altres factors que determinen el seu hàbitat.L'adaptació a les dures condicions de vida configuren la picea blanca com un dels arbres de fusta dura.

### Com a espècie exòtica
Picea glauca es va introduir a partir de l'any 1700 a Anglaterra i en diferents llocs del continent europeu sobretot a Dinamarca. Poc abans del 1932 també es va introduir a Austràlia (Tasmània) i Àsia (Ceilan).
Nisbet ha fet notar que Picea glauca s'ha fet servir a Alemanya per estabilitzar els marges dels boscos afectats pels vents. Al nord d'Anglaterra es va plantar un cinturó de pícees barrejant p. glauca amb pícees de Noruega i es va observar que les de Noruega tenien poc creixement ("semblaven nanes") mentre que Picea glauca passaven dels 4 m.No hi ha dades sobre l'antiguitat d'aquest cinturó, però els arbres del voltant tenen 66 anys i podrien ser tots de la mateixa edat.
Picea glauca s'ha emprat com a espècie en plantacions menors a Anglanterra i a Escòcia. A Escòcia, (Corrour, Inverness-shire) Sir John Stirling Maxwell va començar l'any 1907, a emprar Picea glauca en les seves plantacions pioneres en terres elevades on hi havia torba profunda. No obstant, aquestes plantacions han obtingut resultats poc satisfactoris, principalment a causa de gelades en primavera després d'haver començat les temperatures suaus. A Bèlgica, en canvi, s'han adaptat millor que altres espècies.

## Ecosistema
Picea glauca requereix terrenys ben drenats en planes al·luvials i riberes, tot i que també s'han adaptat a sòls d'origen glacial i lacustre. El sotabosc està dominat per molsa del tipus hipnàcia (Hylocomium splendens, Pleurozium schreberi, Ptilium crista-castrensis, Dicranum spp.) i ocasionalment del tipus esfagne. Als boscos més al nord, el gruix de molsa juntament amb l'humus fa entre 25 i 46 centímetres, però és més prima quan conviu amb pocs arbres de fusta dura.
El tipus de sòl ideal ha de tenir un pH no inferior a 4,7 ni superior a 7, però també s'han trobat en terres amb grau 4 d'acidesa, en boscos al nord-oest d'Amèrica. La presència de calci és un fet freqüent en els boscos de Picea glauca de l'estat de Nova York, però el més habitual és que habiti en alfisòls i inceptisòls. A les contrades més al nord Picea glauca conviu amb la picea negra, el bedoll i l'àlber. Els incendis es donen en una freqüència de 60 a 200 anys i en algunes zones amb 300 anys.

### Resistència al fred
Picea glauca és molt resistent a les temperatures baixes, ja que pot estar en estat de dormició durant molt de temps. Pot sobreviure a temperatures extremes de -50 °C o fins i tot -70 °C en l'àrea boreal.Això no obstant les gelades primaverals poden matar aquests arbres.

## Varietats
Hi ha diverses varietats des del punt de vista geogràfic, que no estan però acceptades per tots els autors. D'est a oest són:
- Picea glauca var. glauca (Des de Newfoundland oest fins a l'est d'Alberta, en planes baixes.)
- Picea glauca var. densata (A les muntanyes Black Hills a Dakota del Sud).
- Picea glauca var. albertiana (A les Muntanyes Rocoses d'Alberta, a la Columbia Britànic i al nord-oest de Montana.)
- Picea glauca var. porsildii (a Alaska i a Yukon.)

Les dues varietats de la zona oest es distingeixen pels brots pubescents i poden estar relacionades amb extenses hibridacions i/o intergradacions amb la pícea d'Engelmann que és una espècie genèticament propera pròpia de les muntanyes Rocoses. Picea glauca també hibrida amb facilitat amb la pícea de Sitka quan coincideixen en terres del sud d'Alaska; aquest híbrid resultant es coneix amb el nom de Picea ×lutzii.

## Predadors

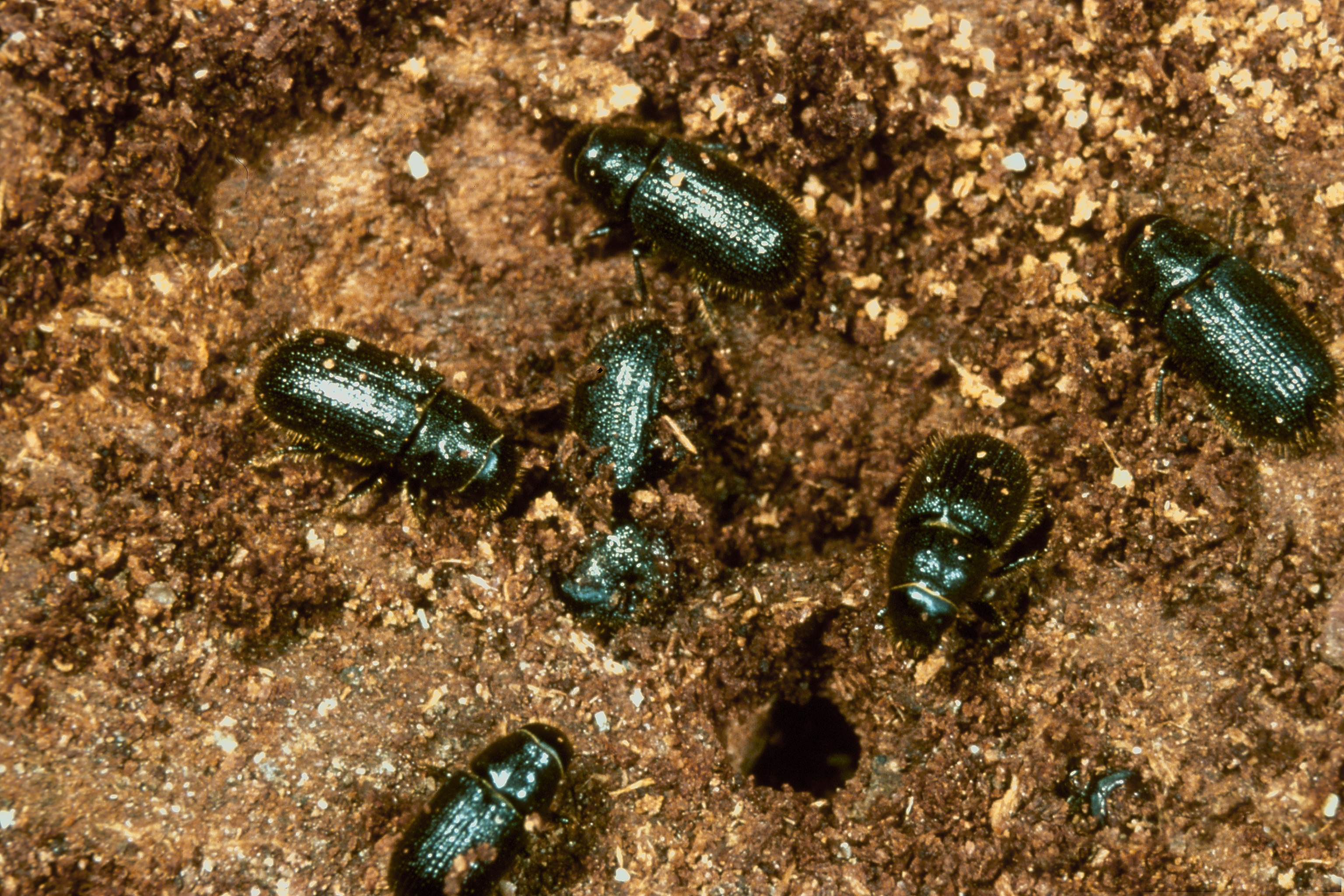
Dendroctonus rufipennis fa el seu niu als troncs de Picea glauca

Plagues d'escarabats (Dendroctonus rufipennis) han destruït uns 9.300 km² de boscos a Alaska.
Tot i que alguns autors han descrit Picea glauca com a resistent als insectes, està lluny de ser immune. Altres insectes que ataquen la picea blanca són: l'arna (Choristoneura fumiferana [Clemens], Pikonema alaskensis Rohwer, Gilpinia hercyniae [Hartig]).També es pot veure afectada per l'acció de mosques de serra, pugons, àcars i corcs.
Alguns símfits s'alimenten de les pices blanques a Europa.
Hi ha més d'una dotzena d'arnes diferents que s'alimenten de picees, avets i tsugues a l'est del Canadà.

## Usos

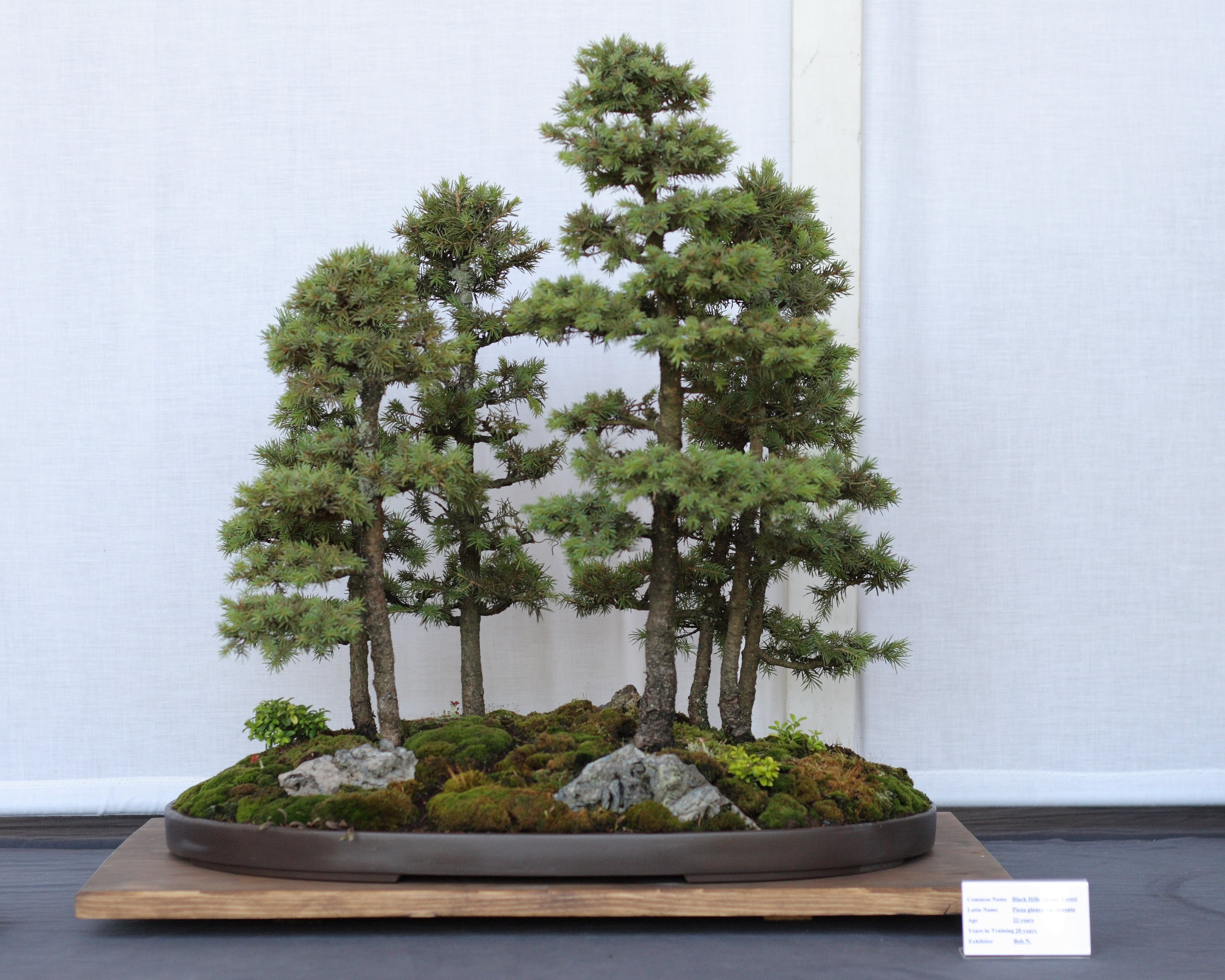
Pícees cultivades per ser venudes com a bonsai

Picea glauca és de gran importància en l'economia del Canada, on s'empra la seva fusta sobretot en la construcció, però també es cria per a la seva venda nadalenca. La fusta s'exporta al Japó on es coneix amb el nom de "shin-kaya", i es fa servir per fer els taulers per jugar al go.
A Manitoba i a Dakota del Sud es considera un arbre emblemàtic, emprat per embellir parcs i jardins. Picea glauca Echiniformis va ser guardonada amb el Royal Horticultural Society's Award of Garden Merit.
En farmacèutica es fa servir per obtenir isorhapontin.